# 흐느끼는 두 여인
"흐느끼는 두 여인"은 1971년 공개된 대한민국의 영화이다.

## 배역
- 윤정희
- 김지미